# José Luis Arévalo
José Luis Arévalo Piña (México, 9 de julio de 1968) es un periodista y corresponsal de guerra mexicano. Ha sido reportero y conductor de diversos programas televisivos y radiofónicos. En Noticieros Televisa, ha sido el conductor alterno del noticiero estelar En Punto, que se transmite por Las Estrellas, un canal de la televisión mexicana. También es titular del noticiero AMX Noticias, que se transmite de lunes a viernes de 13 a 14 horas por el canal 34.2 de la Agencia Mexiquense de Noticias, del estado de México. Encabeza la conducción del programa semanal En Voz Alta, a través de TVCun de Grupo SIPSE, en Cancún, Quintana Roo, y encabeza el noticiero Siete24 noticias con José Luis Arévalo, que se transmite de lunes a viernes en las plataformas 724 Noticias y Radio 13.
Egresado de la Escuela de Ciencias de la Comunicación de la Universidad Intercontinental, inició su carrera en 1990 como asistente de producción de CEPROPIE, y de 1992 al 2004 se desempeñó como camarógrafo, editor y corresponsal de Televisa en Europa, y vivió en la República Checa, en los Países Bajos y en Bélgica.
Fue columnista de los diarios Ovaciones y El Universal, y colaborador en la revista Hoja de Ruta y Economía de Mercado México. En el 2011, participó en la serie de televisión El equipo. De noviembre del 2005 a enero del 2016, fungió como director de Información Internacional de Noticieros Televisa. Fue titular de la emisión JLA Noticias, que se transmitió a lo largo de 10 años en la emisora ABC Noticias (760 AM) y posteriormente en Grupo Siete Radio (1440 AM). De agosto del 2016 a julio del 2017, participó como experto en temas internacionales en el programa Mercado Central, que se transmitió por TV Mexiquense.

## Obras publicadas
- Bitácora de guerra. México: Clío, 2002
- Irak, la otra guerra. México: Clío, 2003.
- Por los vientos de la guerra. México: De la Salle, 2011.[4]

## Documentales
- Afganistán de la guerra al olvido, agosto de 2003.
- El Muro sobre el conflicto entre Israel y Palestina, agosto de 2004.
- Soy periodista por Bengala Films, septiembre de 2016.

## Conflictos armados
- Guerra de Kosovo, primavera de 1999[5]
- Israel y Palestina, de septiembre a noviembre de 2001, de enero a febrero de 2002 y de abril a junio de 2003
- Guerra en Afganistán, noviembre y diciembre de 2001
- Guerra de Irak, de marzo a junio de 2003
- Guerra del Líbano, julio de 2006[6]
- Guerra civil en Libia, febrero y agosto de 2011[7]
- Guerra en Siria, Líbano, abril 2018

## Coberturas especiales
- Foro Económico Mundial de Davos, Suiza, enero de 1996 a enero de 2006
- Atentados terroristas en Argelia, febrero de 1998
- Cumbre Europea para el lanzamiento del Euro, mayo de 1998
- Inundaciones en Alemania, invierno de 1999
- 50 Aniversario del Festival de Cannes, 1999
- Copa Europea de Fútbol en Bélgica y Holanda, verano de 2000
- Accidente del avión Concorde. París, julio de 2000
- Cumbres europeas de Ámsterdam, 1999 y Lisboa, 2000
- Reunión Anual del Foro Económico Mundial y el Banco Mundial, Praga, verano del 2000
- Participante en representación de Televisa en el Primer Congreso Mundial de Agencias Internacionales, organizado por la Agencia Rusa Itar Tass. Moscú, junio de 2001
- Funeral del papa Juan Pablo II y elección del papa Benedicto XVI. Ciudad del Vaticano, abril de 2005
- Situación de los desplazados a causa del Huracán Katrina, Houston (Estados Unidos), en septiembre de 2005
- Participante en el Segundo Encuentro de Medios de Comunicación México-Gran Bretaña. Londres, marzo de 2006
- Celebración del 48.º Aniversario de la Revolución Cubana, diciembre de 2006
- Terremoto en Haití, enero de 2010[8]
- Elecciones legislativas y epidemia de Cólera en Haití, noviembre de 2010.
- Huracán Matthew en La Florida, agosto de 2016
- Elecciones en Estados Unidos, noviembre de 2016
- Fallecimiento de Fidel Castro, Cuba, 2016

## Reconocimientos
- Reconocimiento del Parlamento Centroamericano 1997
- Premio Nacional de la Asociación Nacional de Locutores 2001, por la cobertura en la guerra de Afganistán
- Premio Nacional de la Asociación “Puro Periodismo” 2002 por la cobertura en la guerra de Afganistán
- Premio Pantalla de Cristal al documental Afganistán de la guerra al olvido como el mejor reportaje noticioso 2003
- Premio Pantalla de Cristal al documental Afganistán de la guerra al olvido como mejor dirección 2003
- Premio Nacional de la Asociación Nacional de Locutores 2002, por la cobertura en la guerra de Irak
- Premio Nacional del Club de Periodistas 2004 por el documental El muro
- Premio Nacional Alas de Plata como el mejor corresponsal de televisión 2006
- Premio Nacional del Club de Periodistas como mejor corresponsal de guerra en el año 2006 por la cobertura en la guerra en el Líbano.
- Mensaje ofrecido el Día Internacional de la Paz en la H. Cámara de Diputados, 21 de septiembre de 2007.
- Nombrado por el Foro Económico Mundial “Young Media Leader” en marzo de 2008.
- Nombrado en febrero del 2009 como Embajador de Buena Voluntad por Pronósticos Deportivos para la Asistencia Pública.
- Galardón Internacional Excelsis, otorgado por la International Quallity Foundation, con sede en Nueva York en junio de 2010.[9]
- Premio Nacional de Locución 2010 por la cobertura en el terremoto de Haití
- Participante en la campaña “Diviértete Leyendo” del Consejo de la Comunicación, en febrero de 2011.[10]
- Presea “Sonia Amelio” a lo mejor del arte, la cultura y el humanismo 2012, por el trabajo como corresponsal de guerra[11]
- Galardón Internacional Excelsis, otorgado por la International Quallity Foundation, con sede en Nueva York, junio de 2016
- Premio Nacional de Periodismo por trayectoria en Televisión 2019, otorgado por la Asociación Nacional de Locutores

## Familia
Es hijo del músico Pepe Arévalo, conocido por su orquesta Pepe Arévalo y sus Mulatos, y de la actriz y bailarina Ana María Piña. Además, es sobrino de la actriz mexicana Anabel Gutiérrez, de Kippy Casado, del productor de TV Sergio Peña y del compositor Chucho Martínez Gil, entre otros.